# Pravý sektor
Pravý sektor (ukrajinsky Пра́вий се́ктор [právyj séktor], česky Správná skupina) je označení ukrajinské nacionalistické strany, založené 22. března 2014 a registrované 22. května 2014.
K Pravému sektoru patří například politická strana UNA-UNSO, podle nesignovaného zdroje hnutí Patriot Ukrajiny, nebo organizace Tryzub[zdroj?], jejíž velitel Dmytro Jaroš byl do listopadu 2015 zároveň lídrem Pravého sektoru.
Uskupení se zformovalo na konci roku 2013 z již existujících organizací, jež se účastnily protestů Euromajdan v Kyjevě a následně i v dalších městech, zejména na západě Ukrajiny.[zdroj?]
Azovský prapor, vytvořený hnutím Patriot Ukrajiny[zdroj?], spolu s dalšími dobrovolnickými prapory spadajícími pod ukrajinské ministerstvo vnitra nesl hlavní tíhu bojů s proruskými separatisty ve válce na východní Ukrajině. Vůdce Pravého sektoru Dmytro Jaroš odmítl v únoru 2015 druhou minskou dohodu o příměří, označil proruské separatisty za „teroristy“ a napsal: „Jestliže Ozbrojené síly Ukrajiny dostanou rozkaz stáhnout těžkou techniku a dělostřelectvo, Pravý sektor si vyhrazuje právo pokračovat v aktivních bojových akcích podle svých operačních plánů, aby dosáhl úplného osvobození ukrajinské země od ruské okupace.“ V dubnu 2015 se Jaroš stal poradcem ukrajinského ministra obrany. V listopadu 2015 odstoupil z funkce předsedy strany. Později ze strany úplně odešel, přičemž ho následovala asi 1/5 tehdejších členů.

## Ideologie

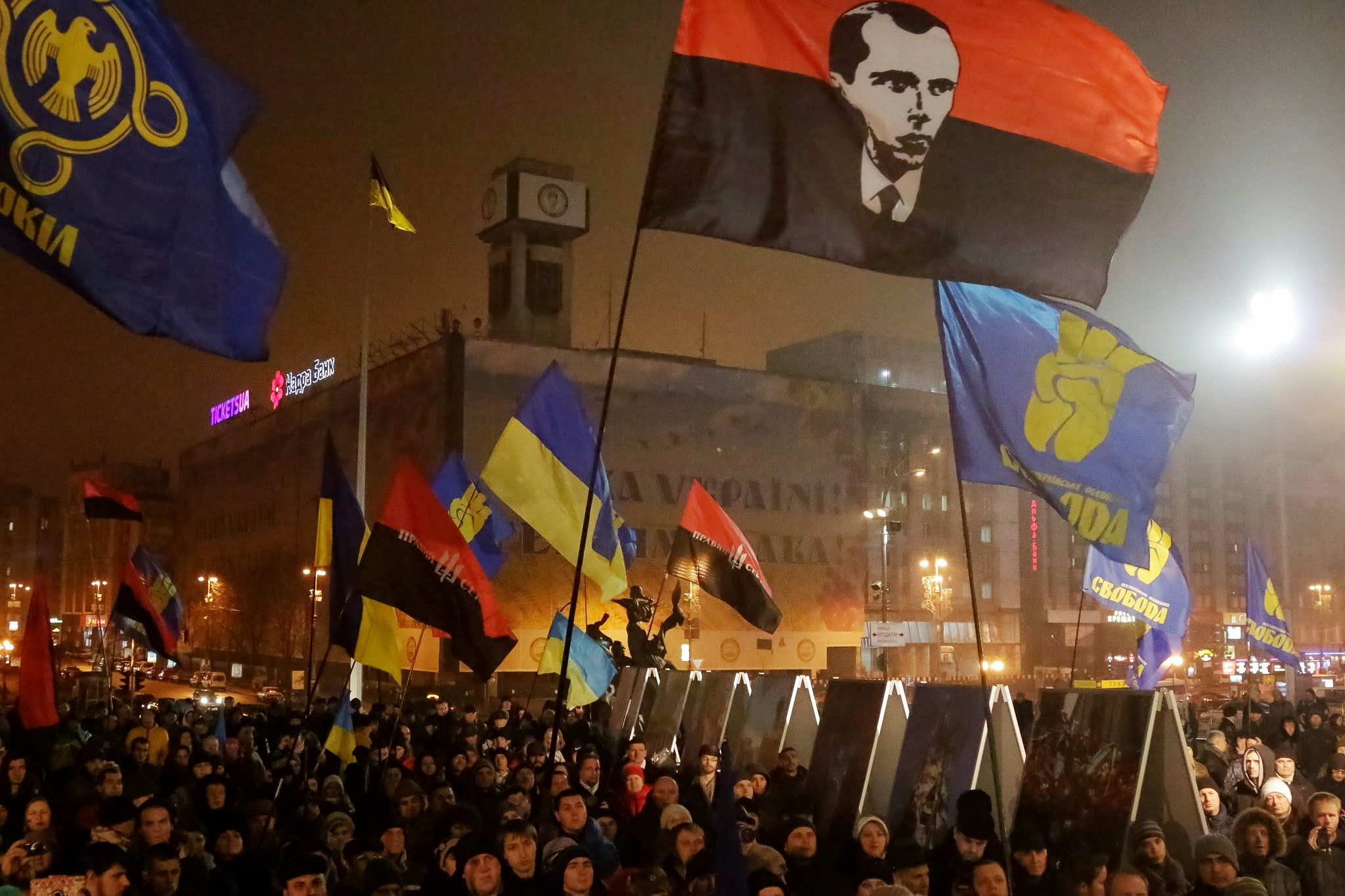
Stoupenci Pravého sektoru nesou vlajku s portrétem Stepana Bandery, Kyjev 1. ledna 2015

Hnutí spojuje radikální ukrajinský nacionalismus v tradicích Stepana Bandery a Ukrajinské povstalecké armády. Podle Jana Stehlíka užívají západní zdroje popis Pravého sektoru jako nacionalistického hnutí, ruská média (jako RT) je označují za fašistické nebo neonacistické. Tato obvinění jsou kritiky odůvodňována tím, že obě organizace mají údajně být zaměřeny antisemitsky a rasisticky a hlásí se k odkazu Stepana Bandery. Všechna tři tvrzení jsou ale podle Stehlíka zaujatá. Obdobně jako Stehlíkem byl Pravý sektor hodnocen na stránkách britské televizní a rozhlasové stanice BBC.
Novinářka Anna Jánská, která strávila na frontě u Doněcka několik dní s jednotkami kontroverzního ukrajinského Pravého sektoru, prohlásila: „S rasistickým nebo extremistickým chováním jsem se za celou dobu nesetkala.“
Mnozí členové Pravého sektoru se netají svou nevraživostí vůči Rusům a Rusku; homosexuálům. Za Pravý sektor ale obvinění z antisemitismu odmítl jeho tehdejší vůdce Jaroš; židovské organizace se spíše obávají Putina než antisemitů na Ukrajině.
Podle Ukrajinské pravdy napadli 6. června 2015 radikálové v Kyjevě pochod homosexuálů KyjevPride. Při jejich útoku bylo zraněno několik lidí. Podle médií se proti pochodu tvrdě postavil ultrapravicový Pravý sektor.
Hnutí dle svých vlastních prohlášení[nenalezeno v uvedeném zdroji] bojuje proti všem protivníkům samostatnosti a celistvosti Ukrajiny. „Generální štáb“ Pravého sektoru však popírá, že by hnutí bylo rusofobní a vyzývá Rusy i další národy Ruské federace k odporu proti Putinově vládě.
Na bojišti v Donbasu Pravý sektor spolupracuje s čečenskými islamistickými dobrovolníky ze skupiny pojmenované po Šejku Mansúrovi[nenalezeno v uvedeném zdroji]. Někteří z těchto Čečenců údajně přijeli na Ukrajinu ze Sýrie a měli být v minulosti součástí skupiny, která provedla teroristický útok na beslanskou školu. S Pravým sektorem je spojuje dle slov jednoho čečenského bojovníka to, že „milují svou vlast a nenávidí Rusy“.
Podle webových stránek Pravého sektoru je hnutí nacionalistickou vojensko-politickou silou usilující o samostatnost Ukrajiny a „osvobození Ukrajiny od vlivu Kremlu a oligarchů“. Přitom vlajka Pravého sektoru odkazuje na vlajku samostatné Ukrajiny vyhlášenou Stepanem Banderou v roce 1941. Znak hnutí obsahuje trojzubec s mečem. Tyto motivy jsou také na historickém znaku ukrajinských nacionalistů a jsou součástí státního znaku Ukrajiny.

## Incident v Mukačevě

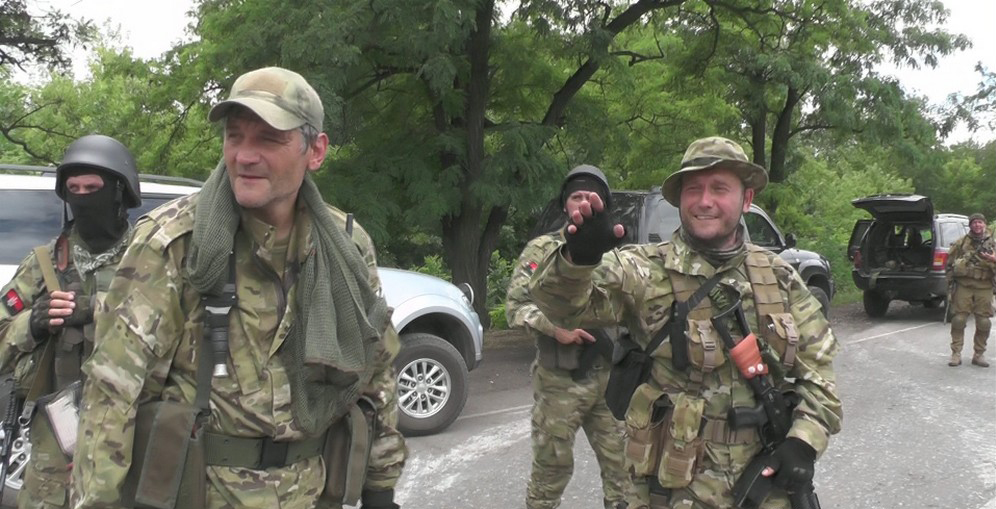
Dmytro Jaroš (vpravo) na bojišti v Donbasu, 7. července 2014

Podle údajů ukrajinských bezpečnostních složek se začátkem července 2015 v Mukačevě v Zakarpatské oblasti sešli příslušníci Pravého sektoru se zločinci, se kterými chtěli vyjednávat o „rozdělení sfér vlivu“[zdroj?] a vymáhání „ochranných poplatků“ ve spojení s pašováním cigaret do zemí Evropské unie. Za onou zločinnou organizací údajně stojí poslanec ukrajinského parlamentu Mychajlo Lanjo.
Podle jiné verze[zdroj?] víkendových událostí jsou Pravý sektor respektive ti, kteří se za něj vydávají, přímo zapojeni do pašeráctví na ukrajinsko-slovenské hranici. Tento výklad zní, že místní Pravý sektor je soukromou armádou jednoho z nejvlivnějších lidí Zakarpatí Viktora Balohy a že v událostech z 11. července byl Pravý sektor využit jako nástroj Balohových zájmů při jednáních o přerozdělování zdrojů, které v případě Zakarpatí představuje právě kontraband.
Poté, co ministr vnitra Arsen Avakov poslal do Mukačeva zvláštní policejní jednotky, vznikla ve městě 11. července přestřelka mezi policií a příslušníky Pravého sektoru. Při ní byly použity také protitankové zbraně (pancéřové pěsti) a granáty a zabiti nejméně tři lidé. Část civilního obyvatelstva byla z města evakuována. Asi 14 příslušníků Pravého sektoru se uchýlilo do okolních lesů a chtěli složit své zbraně až poté, když by je k tomu výslovně vyzval vůdce Pravého sektoru Dmytro Jaroš. Ten odjel s doprovodem do Mukačeva, aby mohl vyjednávat s místním velitelem organizace Alexandrem Skičem.[nedostupný zdroj] Podle zprávy rádia BBC měl sám Jaroš zahynout 12. července 2015, když při vjezdu do města kolona jeho pěti vozů najela na dálkově odpálenou výbušnou nástrahu. Pro rozhlas to sdělil místní občan, tato zpráva ale nebyla pravdivá.